# Jiřina Křížová
Jiřina Křížová (ur. 21 lutego 1948 w Jirkovie) – czechosłowacka hokeistka na trawie, medalistka olimpijska.
Uczestniczka letnich igrzysk olimpijskich w Moskwie w 1980. Wystąpiła jedynie w wygranym 5-0 meczu z kadrą Austrii. Czechosłowackie hokeistki w swoim jedynym występie olimpijskim zdobyły srebrny medal. 
Po igrzyskach zakończyła karierę. W reprezentacji zagrała 54 spotkania, w których zdobyła 11 bramek.